# 徳久駅
徳久駅（とくひさえき）は、かつて石川県能美郡辰口町徳久（現:能美市徳久町）に位置していた、北陸鉄道能美線の駅（廃駅）である。

## 歴史
- 1925年（大正14年）3月21日：能美電気鉄道の駅として開業。
- 1939年（昭和14年）8月1日：金沢電気軌道の駅となる。
- 1967年（昭和42年）1月14日：側線を廃止、棒線駅化[1]。
- 1980年（昭和55年）9月14日：能美線廃止に伴い廃駅。

## 駅構造
地上駅で木造駅舎を設けており、駅の西側には変電所も設置されていた。駅員、変電所職員共に常駐していた時があった。元は対面式ホームの1面2線を有していたが、晩年には駅舎側のホームのみ残し1面1線となっていた。

## 現状
鉄道路線廃止後はヘルスロードに整備され、駅名標も再現されている。

## 隣の駅
北陸鉄道
能美線
上開発駅 - 徳久駅 - 湯谷石子駅